# Entente de la vallée du Girou XV
 (juin 2014).
Si vous disposez d'ouvrages ou d'articles de référence ou si vous connaissez des sites web de qualité traitant du thème abordé ici, merci de compléter l'article en donnant les références utiles à sa vérifiabilité et en les liant à la section « Notes et références ».
Pour les articles homonymes, voir EVG.
Maillots
Actualités
L'Entente de la vallée du Girou XV (EVG ou EVG XV) est un club de rugby à XV français dont le siège social se situe à Pechbonnieu (Haute-Garonne).
Il évolue en Fédérale 3 lors de la saison 2025-2026.

## Historique
L'Entente de la vallée du Girou fut créée à l'initiative de ressortissants mordus de rugby des communes de Pechbonnieu et Labastide-Saint-Sernin le 25 juin 1975et inscrit à la Fédération française de rugby par l'intermédiaire du comité territorial Midi-Pyrénées avec une équipe seniors et une école de rugby. La mairie de Pechbonnieu fut choisie comme siège social officiel du club. Le blason du club, dessiné l'année suivante par les élèves de l'école primaire de Labastide-Saint-Sernin, symbolise d'une part l'onde du cours d'eau Girou baignant la commune de Labastide-Saint-Sernin, d'autre part l'origine étymologique du mot « Girou », contraction des termes « gires » pour les lances et « lou » pour le loup, remontant vraisemblablement à l'époque où les humains chassaient le loup armés de leurs lances sur les bords de ce cours d'eau. On retrouve ainsi sur le blason ces trois éléments que sont l'eau, la tête de loup et les lances.
Le club a grandi régulièrement au fil des années, sur le plan sportif, en gravissant les différents échelons régionaux, avec au passage, pour les benjamins de l'École de Rugby un titre de champion de Haute-Garonne en 1977, pour les Juniors Danet un titre de Champion des Pyrénées en 2000 et pour les séniors un titre de champion des Pyrénées de deuxième série en 1981 et deux titres consécutifs de champion des Pyrénées Réserves Promotion Honneur en 1998 et 1999, pour atteindre le niveau de l'élite pyrénéenne, dans lequel il joue les premiers rôles durant quatre ans.
En 2003, les équipes seniors de l'EVG décrochent un double titre de champion des Pyrénées Honneur (équipe fanion et équipe réserve) et pour la première fois de son histoire, le club de l'EVG XV se trouve propulsé en Fédérale 3. Après deux saisons consacrées à l'assise du club à l'échelon fédéral, l'équipe fanion s'adjuge la première place de la poule 2 Fédérale 3 Grand Sud au terme de la saison régulière 2005-2006 et se voit ainsi proposer de participer au championnat de France de Fédérale 2 à partir de la saison 2006-2007 dans lequel le club figure durant deux saisons consécutives.
En 2009, au terme de sa troisième saison en F2, l'EVG XV termine à la première place de sa poule préliminaire avec 21 victoires en 22 rencontres et se voit ainsi propulsée dans l'élite amateur, la Première Division Fédérale. D'autre part, sur le plan organisationnel et structurel, les communes avoisinantes de Montberon, Saint-Loup-Cammas et Saint-Geniès-Bellevue ont rejoint l'Entente de la Vallée du Girou en 1995 pour consolider encore davantage les fondations de l'association.

## Palmarès
- 1981 : Champion des Pyrénées 2e Série
- 1992 : Vainqueur Challenge Gaussens
- 1998 : Champion des Pyrénées Réserves Promotion Honneur
- 1999 : Champion des Pyrénées Réserves Promotion Honneur
- 2000 : Finaliste Champion des Pyrénées Promotion Honneur
- 2002 : Vainqueur du Challenge de l'offensive Paul Ricard
- 2003 : Champion des Pyrénées Réserves Honneur
- 2003 : Champion des Pyrénées Honneur
- 2003 : Accession en Fédérale 3
- 2006 : Vainqueur du Challenge de l'Espoir Excellence B
- 2006 : Finaliste du Challenge de l'Espoir Fédérale 3
- 2006 : Accession en Fédérale 2
- 2009 : Accession en Fédérale 1 (troisième division, à ce moment-là)
- 2010 : Champion de France Nationale B
- 2016 : Champion des Pyrénées Réserves Honneur
- 2017 : Champion des Pyrénées Honneur
- 2025 : Champion de France Réserves Régionale 1

## Joueurs emblématiques
- Franck Belot
- Abdellatif Boutaty
- Sylvain Dispagne
- Fiona Lecat
- Gaël Arandiga
- Jean-Baptiste Aldigé
- Pascal Vignard

## Entraineurs
- Sylvain Dispagne (2002-2011)
- Jérôme Cazalbou (2003-2010) (manager)
- Pierre Bondouy (2009-2010)
- Sylvain Dispagne (2014-2015)
- Didier Herrerias (2018-2000)
- Omar Hasan (conseiller des mêlées)[2]

## Stade
La Vallée du Girou dispose depuis septembre 2007 d'un nouveau stade, le stade Alain-Mondon, nommé ainsi en honneur à son président emblématique mort en 2019 ayant longtemps œuvré pour le sport et le handicap sur la commune de Pechbonnieu.